# メイキング・エイプリル
メイキング・エイプリル（Making April）は、アメリカ合衆国ニューヨーク州出身のピアノ・ロックバンド。2005年結成。
名前の由来は2005年3月、その前年から自主制作していたデモを4月に向けて発売しようとしていたが、まだバンド名が決まっておらず、そこで発売に間に合わせようと作っていたため「4月に向けて作る（making April）」となった。
2009年9月、ショーンがMySpaceのブログにてバンドを休止する予定であることを発表した。

## メンバー

### 現メンバー
- ショーン・スカンロン(Sean Scanlon) - ボーカル、ピアノ
- スティーブ・マッカフリー(Steven McCaffrey) - ギター、ボーカル
- グレッグ・フェダースピール(Greg Federspiel) - ベース

### 旧メンバー
- トーマス・ロバータイン(Thomas Robertine) - ドラム

## ディスコグラフィー
- Runaway World(EP) - 2006年（2007年に再リリース）
- The Egg Hunt - 2009年

## 公式サイト
- 公式サイト（英語）